# Bukalapak

Dawne logo Bukalapak

Bukalapak – indonezyjskie przedsiębiorstwo z branży handlu elektronicznego. Zostało założone w 2010 roku.
Bukalapak jest jedną z największych internetowych platform handlowych w kraju. Serwis Bukalapak ma ponad 4,5 mln sprzedawców i 70 mln aktywnych użytkowników, a średnia liczba dziennych transakcji wynosi 2 mln (doniesienia z 2020 roku). Poza usługami e-commerce Bukalapak oferuje również usługi transmisji strumieniowej i fintech.
Usługi Bukalapak są dostępne również w Singapurze, Malezji, Brunei, Hongkongu i na Tajwanie.
Założycielem serwisu jest przedsiębiorca Achmad Zaky. W 2020 roku Zaky opuścił stanowisko dyrektora generalnego, a na jego miejsce wstąpił Rachmat Kaimuddin.